# 8 (Ufomammut)
8 è l'ottavo album in studio del gruppo musicale italiano Ufomammut, pubblicato il 22 settembre 2017 dalla Neurot Recordings e dalla Supernatural Cat.

## Descrizione
In questo album la band gioca molto di più sulle atmosfere dilatate, sugli effetti psych e su una voce più naturale e meno filtrata. Racconta Urlo: «Mai come questa volta, il processo di scrittura, registrazione e realizzazione di “8”, con i suoi elementi visivi come l’artwork e i video, ci ha portati a fare un passo indietro e osservare la continua evoluzione che ha caratterizzato gli Ufomammut nel passato, nel presente, nel futuro, tracciando la nostra linea personale e pensando a tutte le varie possibilità».
Il lavoro è stato registrato presso il Crono Sound Factory Studio di Vimodrone. Le sessioni hanno seguito un nuovo approccio: la band ha registrato suonando nella stessa stanza in presa diretta, avvalendosi del proprio tecnico del suono live Simone Ravasi e di Fabrizio San Pietro, fondatori del collettivo Femore Production. Le sovraincisioni, successivamente, sono state effettuate solo per le voci, i synth e alcuni dettagli. La masterizzazione è stata affidata a Lorenzo Caperchi del Red Carpet Studio.
L'uscita del disco è stata anticipata dalla pubblicazione del singolo Warsheep stampato in tiratura limitata in 500 copie, con una copertina speciale rosso-oro su carta bianco-perla realizzata da Malleus Rock Art Lab e pubblicato da Supernatural Cat.

## Tracce
1. Babel – 8:22
2. Warsheep – 5:05
3. Zodiac – 9:26
4. Fatum – 3:59
5. Prismaze – 4:18
6. Core – 5:15
7. Wombdemonium – 3:01
8. Psyrcle – 7:43

## Formazione
- Urlo – basso, tastiera, voce
- Poia – chitarra, tastiera
- Vita – batteria